# Pholcophora texana
Pholcophora texana är en spindelart som beskrevs av Willis J. Gertsch 1935. Pholcophora texana ingår i släktet Pholcophora och familjen dallerspindlar. Inga underarter finns listade i Catalogue of Life.